# シトロエン・C1
C1はシトロエンがかつて製造・販売していた自動車である。

## 初代（2005年 - 2014年）
欧州における市場拡大を図るPSA・プジョーシトロエン・トヨタ自動車が、Aセグメントに低コストで車種を投入するために、合弁会社のトヨタ・プジョー・シトロエン・オートモービル（現・トヨタ・モーター・マニュファクチャリング・チェコ）を設立、シトロエン・C1、プジョー・107、トヨタ・アイゴを共同開発することとなった。
2005年2月からチェコで生産開始、ジュネーブ・モーターショーで披露された。エクステリアは各社ごとに差別化しているが、インテリアは共通であり、デザインは三社の競作の結果トヨタ案が採用された。リアサイドウィンドウは開かず、ドアトリムも鉄板むき出し、リアハッチ自体もガラスのみとなっているなど、徹底した低コスト化をはかっている。

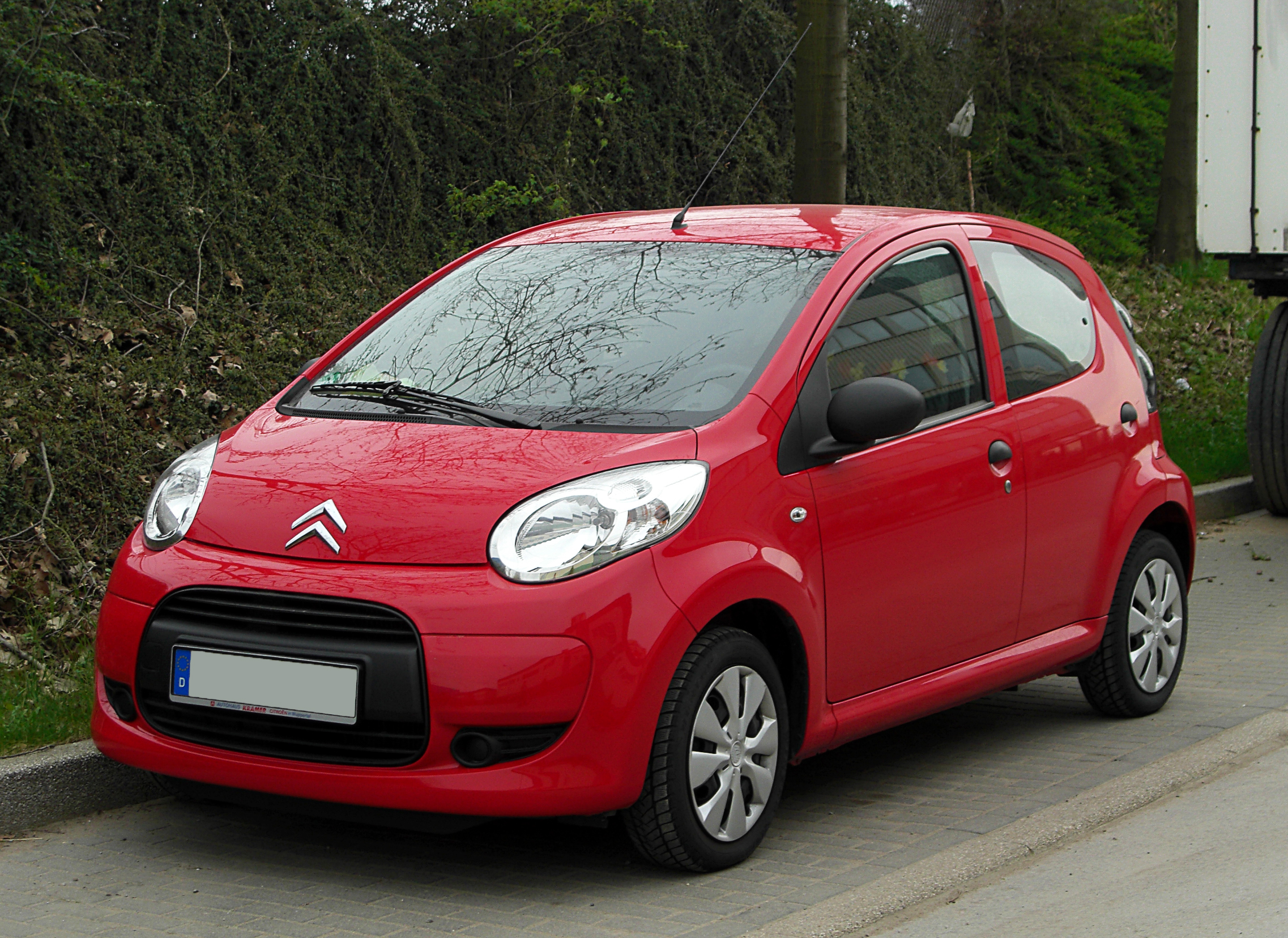
初代中期型 フロント
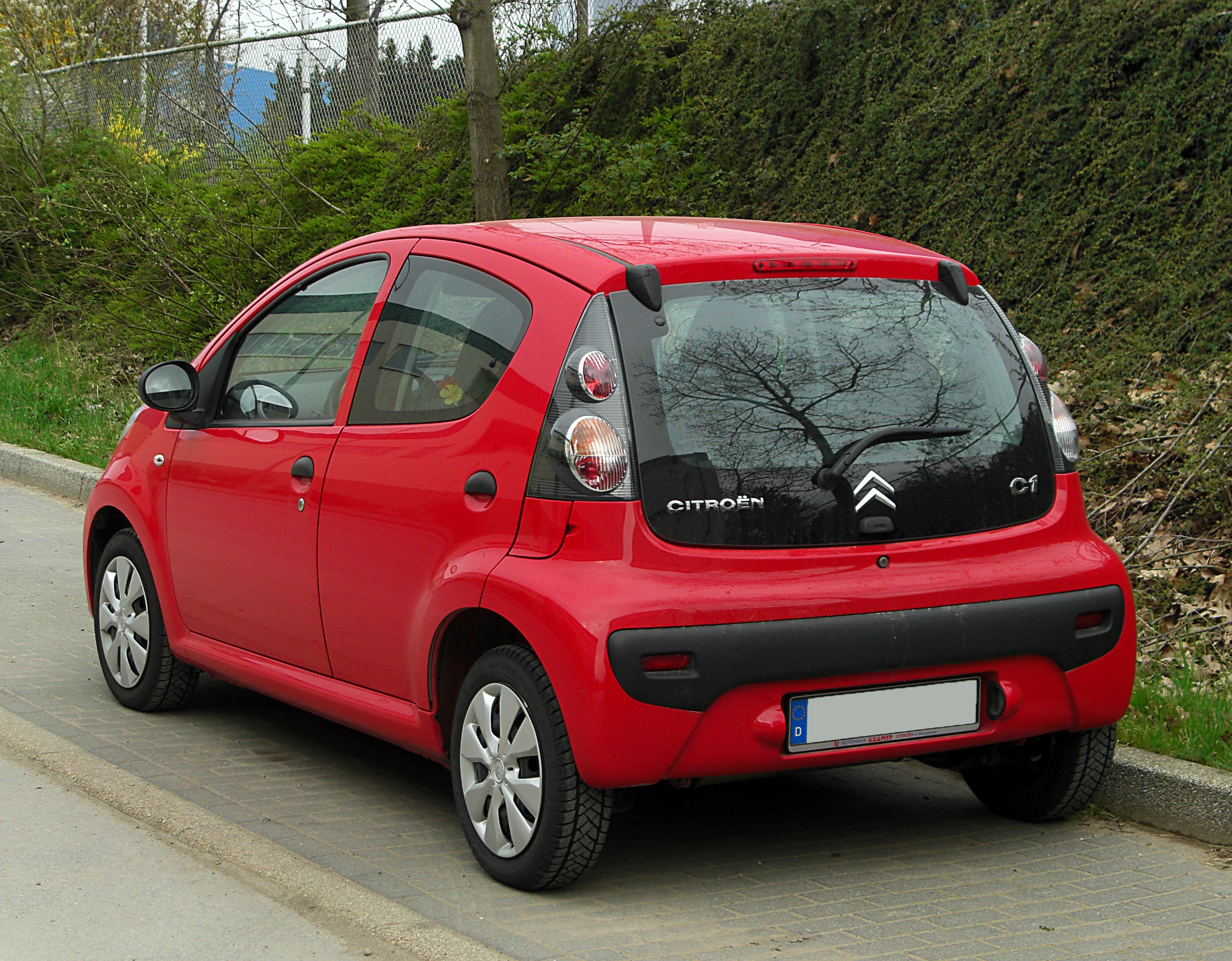
初代中期型 リア
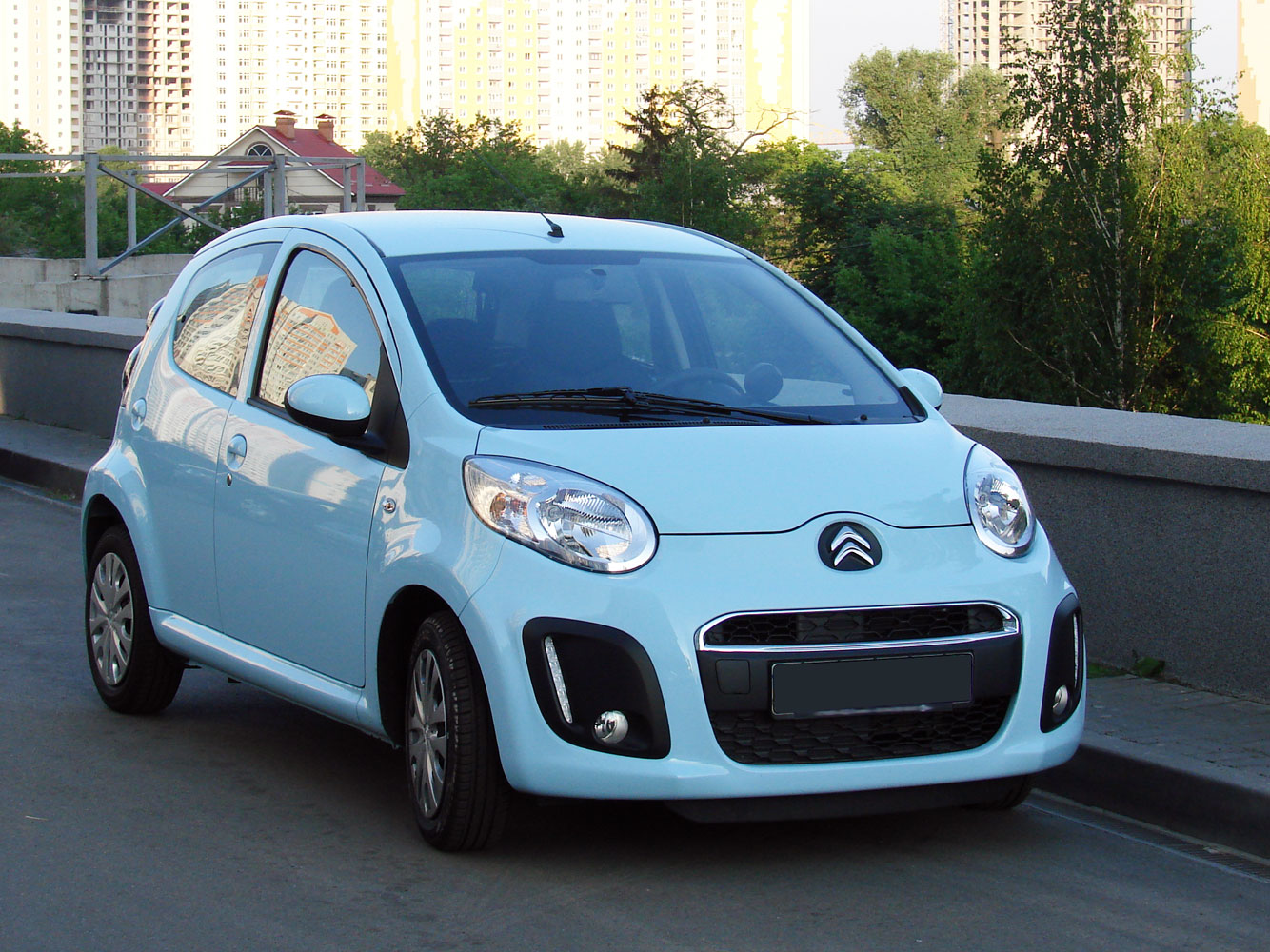
初代後期型 フロント

## 2代目（2014年 - 2022年）
2014年3月のジュネーブモーターショーにて初公開。同年6月、発売を開始。 2代目へフルモデルチェンジした。2代目モデルでは標準車のほか、クロスオーバーSUV風のコンセプトを持った「アーバンライド」が設定される。また、長さ800 mm、幅760 mmの開口部をもつキャンバストップを装備する「エアスケイプ」も設定される。
2018年にはマイナーチェンジが行われ、ボディカラーの追加などがなされた。
生産は初代に引き続きチェコのコリーンでトヨタ・アイゴ、プジョー・108と共に行われる。
2021年1月にトヨタがプジョー・シトロエングループとの提携を解消したのに伴い、2021年末までに生産終了となり、2022年3月を以て販売終了となった。

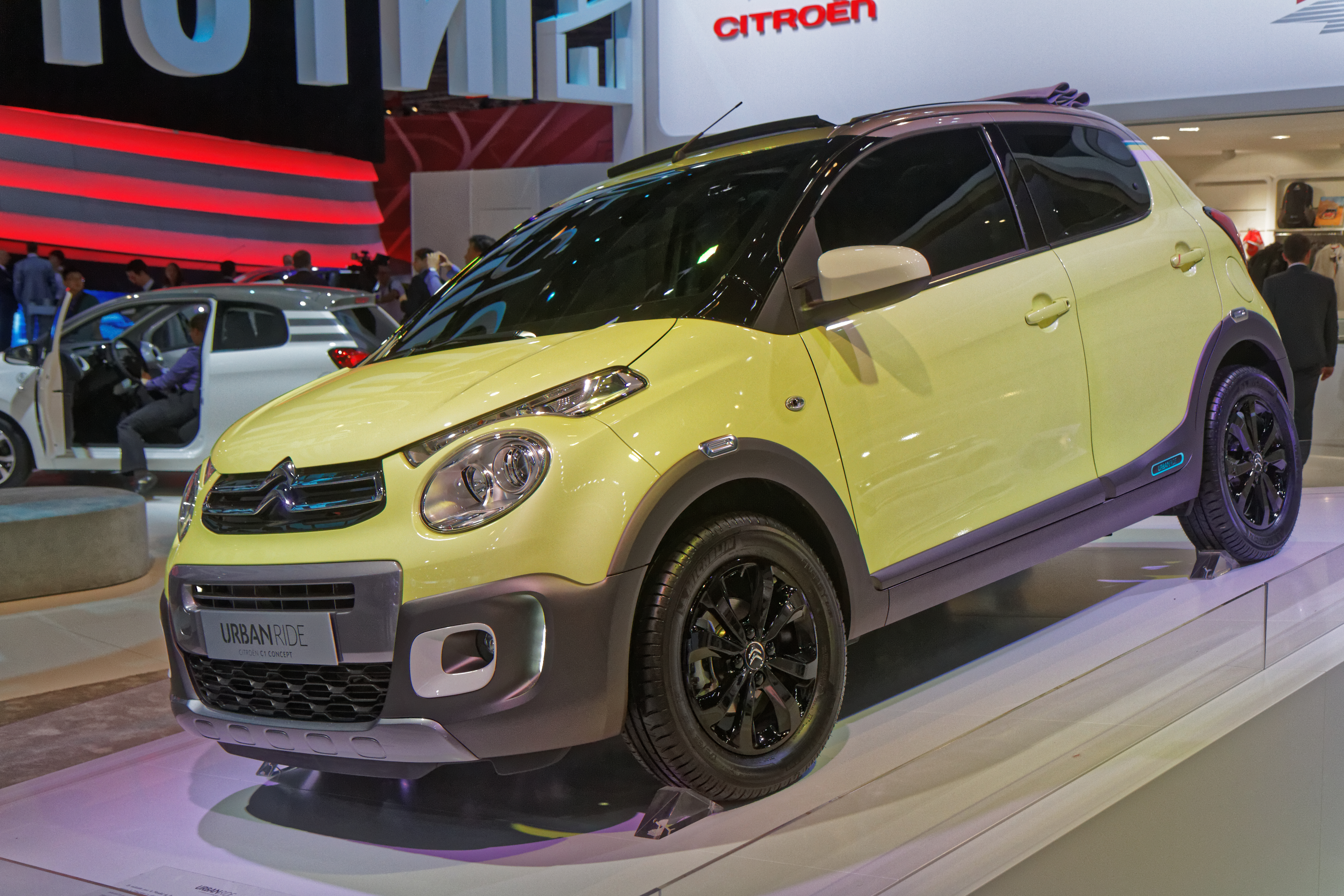
2代目 アーバンライド
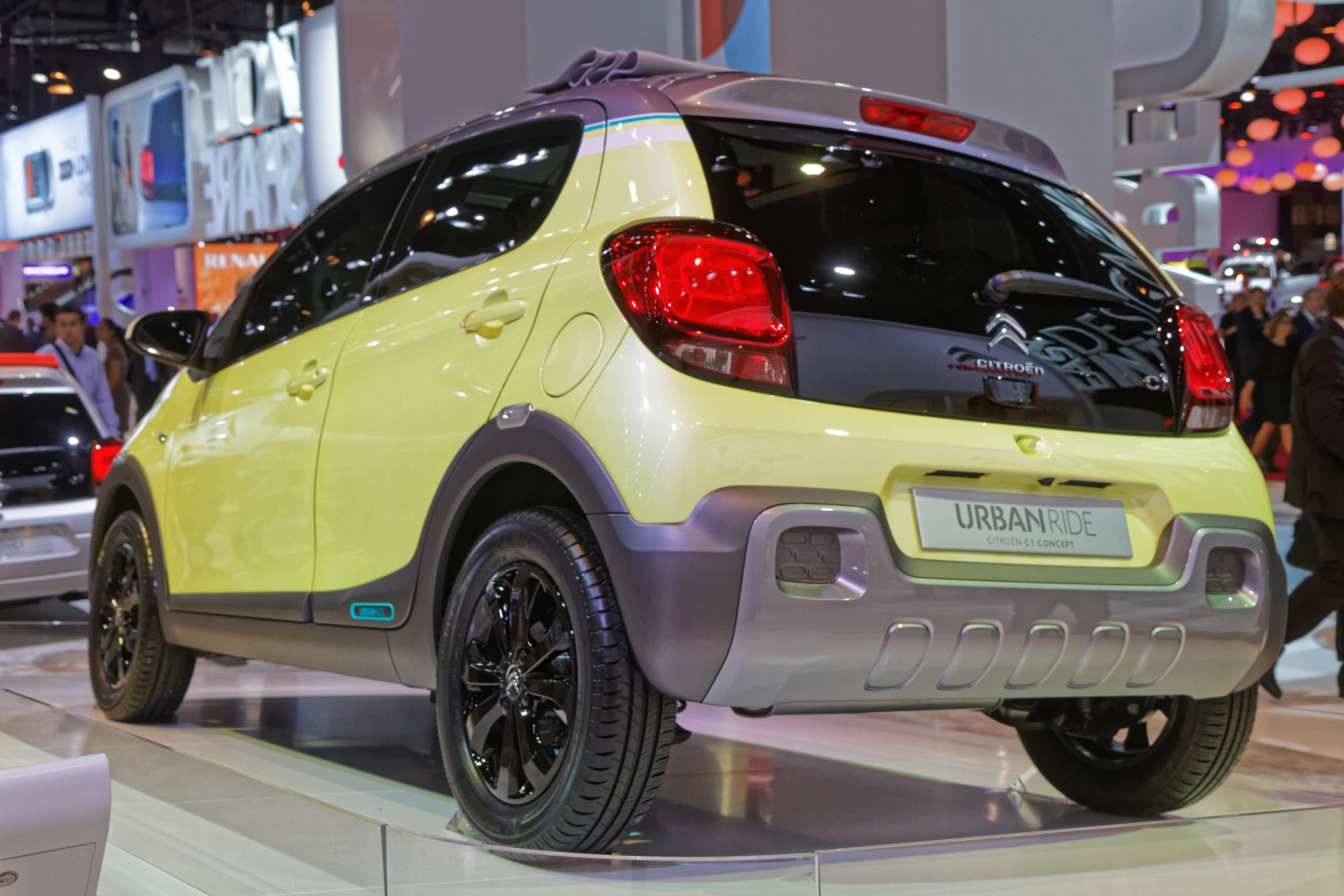
2代目 アーバンライド リア